# Thallarcha epigypsa
Thallarcha epigypsa är en fjärilsart som beskrevs av Oswald Beltram Lower 1902. Thallarcha epigypsa ingår i släktet Thallarcha och familjen björnspinnare. Inga underarter finns listade i Catalogue of Life.